# 570 Kythera
Kythera è un asteroide della fascia principale del diametro medio di circa 102,81 km. Scoperto nel 1905, presenta un'orbita caratterizzata da un semiasse maggiore pari a 3,4177240 UA e da un'eccentricità di 0,1210182, inclinata di 1,78519° rispetto all'eclittica.
Stanti i suoi parametri orbitali, è considerato un membro della famiglia Cibele di asteroidi.
Il suo nome è un omaggio all'isola greca di Cerigo, uno dei luoghi in cui si crede che sia nata Afrodite.